# Geesthacht
Geesthacht este un oraș din landul Schleswig-Holstein, Germania.